# Doïráni
Doïráni är en ort i Grekland.   Den ligger i prefekturen Nomós Kilkís och regionen Mellersta Makedonien, i den norra delen av landet, 400 km norr om huvudstaden Aten. Doïráni ligger 154 meter över havet och antalet invånare är 151. Den ligger vid sjön Lake Doiran.
Terrängen runt Doïráni är kuperad söderut, men norrut är den platt.Runt Doïráni är det glesbefolkat, med 18 invånare per kvadratkilometer. Närmaste större samhälle är Drosáto, 3,7 km öster om Doïráni. Trakten runt Doïráni består till största delen av jordbruksmark.